# Лиговский сельский совет (Харьковская область)
Лиговский сельский совет — входит в состав Сахновщинского района Харьковской области Украины.
Административный центр сельского совета находится в селе Лиговка.

## История
- 1924 — дата образования.

## Населённые пункты совета
- село Лиговка
- село Бондаревка
- село Алексеевка
- село Тарасовка
- село Червоная Степь